# (30398) 2000 KM41
2000 كي أم 41 (ويعرف أيضًا باسم (30398) 2000 كي أم 41 وفق تسمية الكوكب الصغير) (بالإنجليزية: 2000 KM41)‏ هو كويكب ضمن حزام الكويكبات؛ وترتيبه 30398 من حيث الاكتشاف.
اكتُشف هذا الجُرم الفلكي بواسطة Peter Kušnirák ‏ في 30 مايو 2000.

## وصلات خارجية
- (30398) 2000 KM41 في قاعدة بيانات مختبر الدفع النفاث لأجرام النظام الشمسي الصغيرة

- الاكتشاف · مخطط المدار ·  العناصر المدارية · المعلمات المادية

- (30398) 2000 KM41 على موقع ويكي سكاي: DSS2, SDSS, GALEX, IRAS, Hydrogen α, X-Ray, Astrophoto, Sky Map, Articles and images